# جان کوکال
 جان کوکال (انگلیسی: Jan Kukal؛ زادهٔ ۱۳ سپتامبر ۱۹۴۲) یک تنیس‌باز اهل چکسلواکی است.